# Nötbergets södra naturreservat
Nötbergets södra naturreservat är ett naturreservat i Ljusdals kommun i Gävleborgs län.
Området är naturskyddat sedan 2022 och är 30 hektar stort. Reservatet ligger nordväst om Kärböle och består av barrskog i södra slänten till Nötberget som brann ner i skogsbränderna i Sverige 2018.